# Ghosts 'n Goblins Resurrection
Ghosts 'n Goblins Resurrection es un juego de plataformas desarrollado y publicado por Capcom para Nintendo Switch. Es el octavo juego de la serie Ghosts 'n Goblins y se lanzó el 25 de febrero de 2021. Los ports para PlayStation 4, Xbox One y Microsoft Windows se lanzaron el 1 de junio de 2021. El juego recibió críticas generalmente positivas tras su lanzamiento.

## Jugabilidad
Ghosts 'n Goblins Resurrection es un juego de plataformas de desplazamiento lateral en 2D. El juego una vez más cuenta con el caballero Arthur, que debe navegar por el Reino Demonio para luchar contra enemigos como esqueletos, zombis y los hombres cerdo. Una vez que el jugador termina el juego, puede completar las versiones de Shadow de cada etapa, que reorganizan la ubicación y los puntos de generación de los enemigos, además de introducir desafíos ambientales adicionales que hacen que cada etapa sea más difícil de navegar. El juego presenta ocho tipos diferentes de armas. Esto incluye una lanza que se puede lanzar y un martillo que induce una onda de choque cuando golpea el suelo. A medida que el jugador progresa, recolectará abejas umbral que luego se pueden usar para desbloquear y mejorar las habilidades mágicas y de combate de Arthur.
El juego presenta cuatro niveles de dificultad: Legends, el más difícil, Knight, Squire y Page, el más fácil. Si el jugador muere, reaparecerá en un checkpoint. La dificultad de una partida no se puede cambiar de forma permanente, pero los jugadores tendrán la opción de reducir la dificultad de la parte restante del nivel después de varias muertes consecutivas. El juego también cuenta con un modo multijugador cooperativo local para dos jugadores. El segundo jugador puede asumir el papel de Barry, Kerry o Archie. Cada uno tiene sus propias habilidades que pueden ayudar a Arthur en su búsqueda.

## Desarrollo y lanzamiento
Ghosts 'n Goblins: Resurrection se lanzó para celebrar el 35 aniversario de la franquicia. Un resurgimiento del interés de los jugadores por los juegos con una jugabilidad similar a la de Ghosts 'n Goblins también motivó a Capcom a dar luz verde al juego. El juego fue diseñado y dirigido por el creador de la serie Ghosts 'n Goblins , Tokuro Fujiwara. El juego adoptó un nuevo estilo visual, construido sobre el motor RE patentado de Capcom, que inicialmente se encontró con una reacción mixta por parte de los fanáticos. Fujiwara explicó que el equipo adoptó un estilo de arte de "pergamino animado" o "libro de imágenes" porque sintieron que se alineaba mejor con la estética de los escenarios que se inspiraron en los parques temáticos de terror. Con respecto a la dificultad del juego, Fujiwara agregó que el juego fue diseñado para que el jugador sienta una sensación de logro después de superar todos los obstáculos en un escenario. Sin embargo, a diferencia del primer juego que era conocido por su difícil juego, el equipo decidió al principio del desarrollo del juego que necesitaban agregar múltiples niveles de dificultad para atender a los jugadores menos hábiles o experimentados.
Ghosts 'n Goblins Resurrection se anunció oficialmente en The Game Awards 2020. Fue lanzado para Nintendo Switch el 25 de febrero de 2021. Los puertos para PlayStation 4, Xbox One y Microsoft Windows se anunciaron en abril de 2021 y se lanzaron el 1 de junio de 2021.

## Recepción
Ghosts 'n Goblins Resurrection obtuvo críticas generalmente favorables, según el agregador de reseñas Metacritic.